# كارل تي. لانجفورد
كارل تي. لانجفورد هو سياسي أمريكي، ولد في 23 يوليو 1918 في أورلاندو في الولايات المتحدة، وتوفي بنفس المكان في 9 يوليو 2011. انتخب Mayor of Orlando, Florida ‏ (15 مارس 1967 – 1981).